# Günter Friesenbichler
Günter Friesenbichler  (* 4. März 1979 in Weiz) ist ein ehemaliger österreichischer Fußballspieler.

## Karriere
Friesenbichler begann seine Vereinskarriere 1984 beim USC Sonnhofen und wechselte zwei Jahre später in den Nachwuchsbereich des SC Weiz. Später wechselte er innerhalb der Steiermark zum SV Frohnleiten und von dort zu seiner ersten Profistation, dem SC Schwarz-Weiß Bregenz. 2000 kehrte er in die Steiermark zurück und spielte beim DSV Leoben. Nach zwei Jahren bei den Hochofenstädtern ging der Stürmer zu Skoda Xanthi nach Griechenland, später wechselte er innerhalb der griechischen Liga zum AS Egaleo nach Athen, wo er auch im UEFA-Cup eingesetzt wurde.
Nach den drei Jahren in Griechenland kehrte Friesenbichler 2005 nach Österreich zurück und wechselte zum Erstligisten SV Ried, wo er sein Debüt in der höchsten österreichischen Spielklasse gab, weitere acht Spiele sollten folgen. Nach nur einem halben Jahr in Oberösterreich ging er zum SC Austria Lustenau in die zweite österreichische Liga. Dort wechselte Friesenbichler im Sommer 2008 zum VfB Trenkwalder Admira Wacker. Nach zweieinhalb erfolgreichen Saisonen, verließ Friesenbichler im Jänner 2011 die Mödlinger und wechselte zum TSV Hartberg, wo sein Bruder Bruno Trainer war. Nach dem Intermezzo in der Oststeiermark kehrte er für zwei Saisonen in die Bundesliga zurück und spielte beim SC Wiener Neustadt, ehe er wieder den Ruf seines Bruders folgte und im Sommer 2013 zum TSV Hartberg zurückkehrte. Dort beendete er im Juni 2015 seine aktive Karriere.
Im Jahr 2017 war er kurzzeitig sportlicher Leiter seines einstigen Ausbildungsvereins, des SC Weiz.

## Auszeichnung
- Young Star des Jahres in der Ersten Liga 2002

## Ausbildung und Beruf
Friesenbichler absolvierte von 1993 bis 1998 den Umwelttechnik-Zweig der HTL Weiz, den er mit der Matura abschloss. Seit dem Ende seiner aktiven Karriere ist er als Clubmanager im Golfclub Almenland in Passail tätig. Des Weiteren ist er Obmann der ÅlmEagles, einem Verein, dem vornehmlich Mitglieder des Golfclubs angehören.

## Familie
Sein älterer Bruder Bruno (* 1968) sowie dessen Söhne Kevin (* 1994) und Robin (* 1996) schafften ebenfalls den Sprung in den Profifußball.